# محصول طاقة

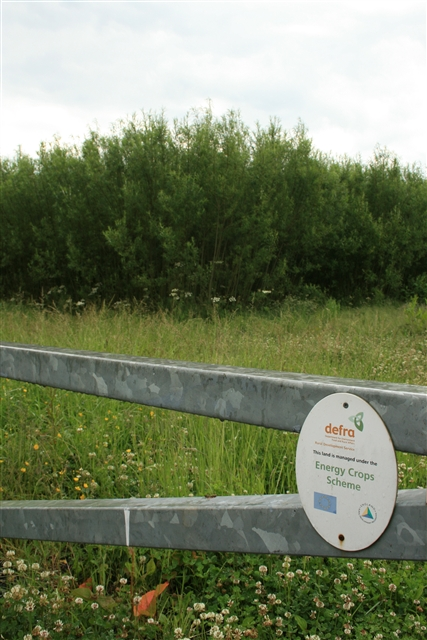
قسم البيئة والغذاء والشؤون الريفية مخطط زراعة محاصيل الطاقة في المملكة المتحدة. يمكن استخدام محاصيل الطاقة من هذا النوع في محطات الطاقة التقليدية أو وحدات توليد الكهرباء المتخصصة ، مما يقلل من كمية انبعاثات ثاني أكسيد الكربون الناتجة عن الوقود الأحفوري.

محاصيل الطاقة وبالانجليزية (Energy crop)هي محاصيل منخفضة التكلفة وقليلة الصيانة تُزرع فقط لإنتاج الطاقة عن طريق الاحتراق (وليس من أجل الغذاء). تتم معالجة المحاصيل إلى وقود صلب أو سائل أو غازي ، مثل الحبيبات أو الإيثانول الحيوي أو الغاز الحيوي. يتم حرق الوقود لتوليد الطاقة الكهربائية أو الحرارة.
يتم تصنيف النباتات بصفة عامة الخشبية أو العشبية . تشمل النباتات الخشبية الصفصاف  والحور ، وتشمل النباتات العشبية Miscanthus x giganteus و Pennisetum purpureum (كلاهما يُعرف باسم عشب الفيل ). المحاصيل العشبية، في حين أن أصغر جسديا من الأشجار، وتخزين ما يقرب من ضعف كمية CO 2 (في شكل الكربون) تحت سطح الأرض، مقارنة مع المحاصيل الخشبية. 

من خلال إجراءات التكنولوجيا الحيوية مثل محطات التعديل الوراثي يمكن التلاعب بها لإنتاج عوائد أعلى. يمكن أيضًا تحقيق غلات عالية نسبيًا مع الأصناف الموجودة.  :250ومع ذلك ، لا يمكن تحقيق بعض المزايا الإضافية مثل انخفاض التكاليف المرتبطة (أي التكاليف أثناء عملية التصنيع  ) واستخدام أقل للمياه إلا باستخدام المحاصيل المعدلة وراثيًا .

## تحييد ثاني اوكسيد الكربون

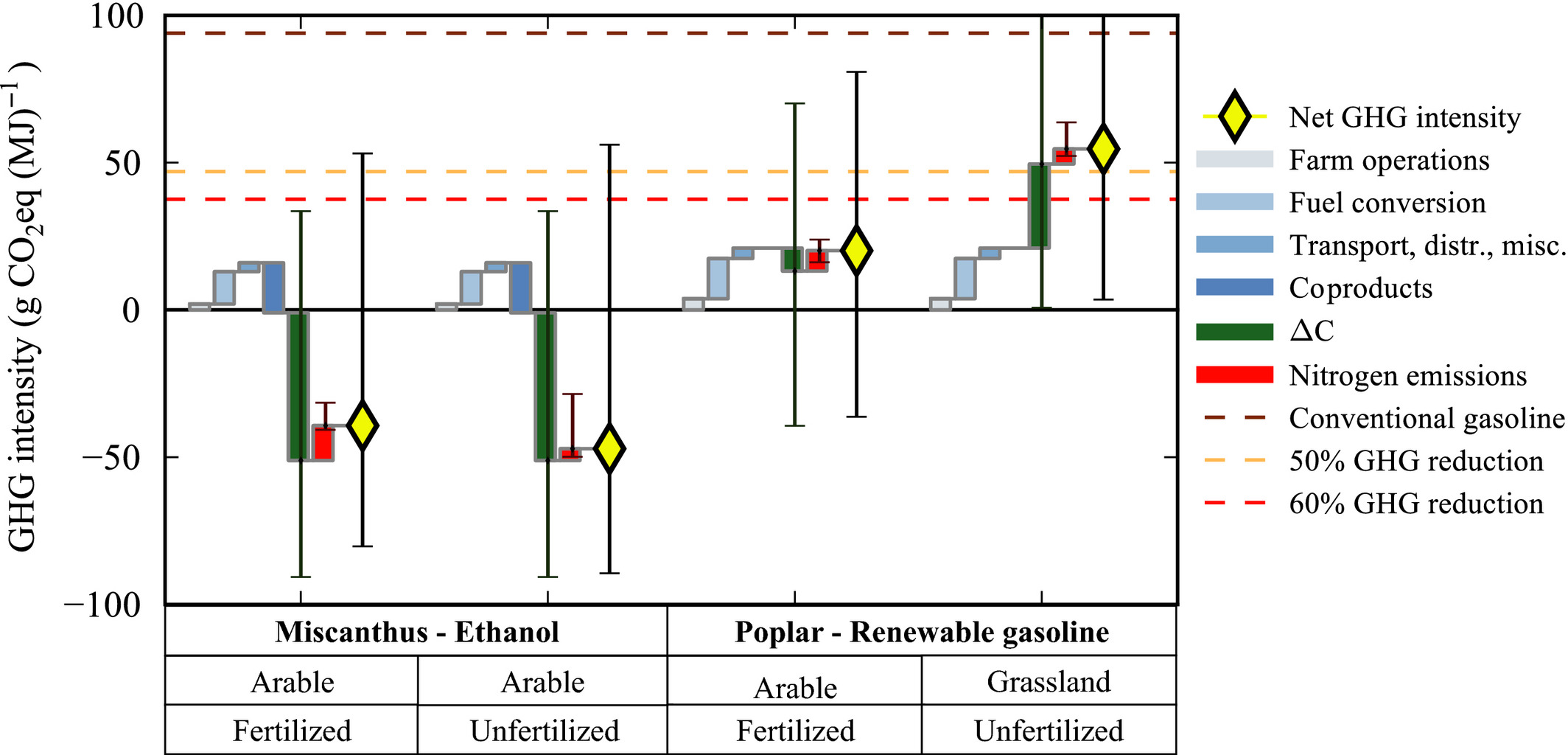
غازات الدفيئة / CO السلبية _{2} / الكربون لميسكانتوس اكس مسارات إنتاج giganteus.

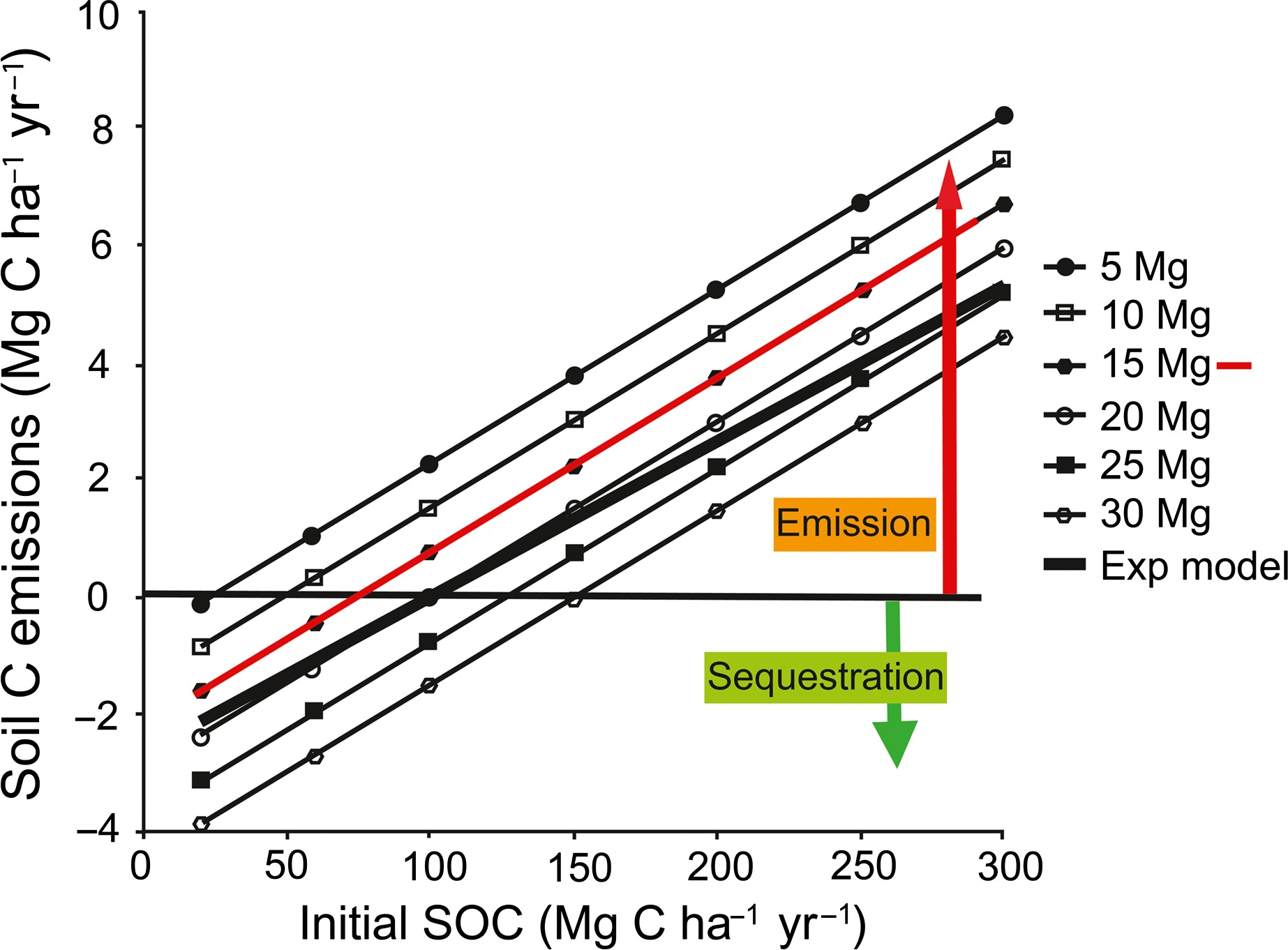
العلاقة بين المحصول فوق سطح الأرض (الخطوط القطرية) ، والكربون العضوي للتربة (المحور X) ، وإمكانية التربة لعزل الكربون الناجح / غير الناجح (المحور Y). بشكل أساسي ، كلما ارتفع العائد ، زادت مساحة الأراضي الصالحة للاستخدام كأداة لتخفيف غازات الدفيئة (بما في ذلك الأراضي الغنية نسبيًا بالكربون.)

ستحدد كمية الكربون المحبوس وكمية غازات الدفيئة المنبعثة ما إذا كانت تكلفة دورة حياة غازات الدفيئة الإجمالية لمشروع الطاقة الحيوية إيجابية أم محايدة أم سلبية. على وجه التحديد ، تكون دورة حياة غازات الدفيئة / الكربون سالبة ممكنة إذا كان إجمالي تراكم الكربون تحت الأرض أكثر من تعويض انبعاثات غازات الاحتباس الحراري فوق الأرض في دورة الحياة الإجمالية. ويتاكر وآخرون قدر أنه بالنسبة لـ Miscanthus × giganteus ، فإن حياد الكربون وحتى السلبية في متناول اليد. بشكل أساسي ، العائد وعزل الكربون المرتبط به مرتفع للغاية لدرجة أنه يعوض كل من انبعاثات عمليات المزرعة وانبعاثات تحويل الوقود وانبعاثات النقل. يعرض الرسم اثنين من CO 2 سلبية ميسكانتوس س مسارات إنتاج giganteus، ممثلة في غرام CO 2 -equivalents في الميغاجول. الماس الأصفر يمثل القيم المتوسطة. 
يجب أن يلاحظ المرء أن العزل الناجح يعتمد على مواقع الزراعة ، لأن أفضل أنواع التربة للعزل هي تلك التي تحتوي حاليًا على نسبة منخفضة من الكربون. النتائج المتنوعة المعروضة في الرسم البياني تسلط الضوء على هذه الحقيقة. 
ميلنر وآخرون. يجادل بأنه بالنسبة للمملكة المتحدة ، من المتوقع عزل الأراضي الصالحة للزراعة في معظم أنحاء إنجلترا وويلز بنجاح ، مع توقع عزل غير ناجح في أجزاء من اسكتلندا ، بسبب التربة الغنية بالكربون بالفعل (الغابات الموجودة). أيضا، لاسكتلندا، وانخفاض عائدات نسبيا في هذا برودة جعل المناخ CO 2 سلبية يصعب تحقيقه. تشمل التربة الغنية بالفعل بالكربون أراضي الخث والغابات الناضجة. يمكن أيضًا أن تكون الأراضي العشبية غنية بالكربون ، وقد قام ميلنر وآخرون. يجادل أيضًا بأن أنجح عمليات عزل الكربون في المملكة المتحدة تتم تحت الأراضي العشبية المحسّنة. 
يعرض الرسم أسفل العائد المقدر اللازمة لتحقيق CO 2 السلبية لمستويات مختلفة من تشبع الكربون في التربة الموجودة.
تشير الطبيعة الدائمة وليس السنوية لمحاصيل Miscanthus إلى أن تراكم الكربون الكبير تحت الأرض كل عام يُسمح له بالاستمرار دون عائق. لا الحرث السنوي أو وسائل حفر أي زيادة الكربون الأكسدة ولا التحفيز للسكان الميكروب في التربة، وبالتالي لا تسارع تحويل C العضوية إلى CO 2 في التربة كل ربيع.

## أنواع

### الكتلة الحيوية الصلبة

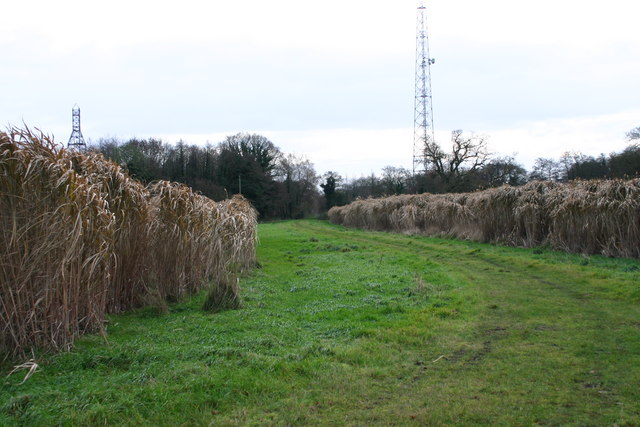
عشب الفيل (Miscanthus giganteus) هو محصول طاقة تجريبي

تستخدم الكتلة الحيوية الصلبة ، التي غالبًا ما تكون حبيبات ، للاحتراق في محطات الطاقة الحرارية ، إما بمفردها أو مشتركة مع أنواع الوقود الأخرى. بدلاً من ذلك ، يمكن استخدامه للتدفئة أو إنتاج الحرارة والطاقة (CHP).
في الزراعة ذات الدورة القصيرة (SRC) ، تزرع أنواع الأشجار سريعة النمو مثل الصفصاف والحور وحصادها في دورات قصيرة من ثلاث إلى خمس سنوات. تنمو هذه الأشجار بشكل أفضل في ظروف التربة الرطبة. لا يمكن استبعاد التأثير على ظروف المياه المحلية. يجب تجنب الإنشاء بالقرب من الأراضي الرطبة المعرضة للخطر.   

### الكتلة الحيوية للغاز (الميثان)

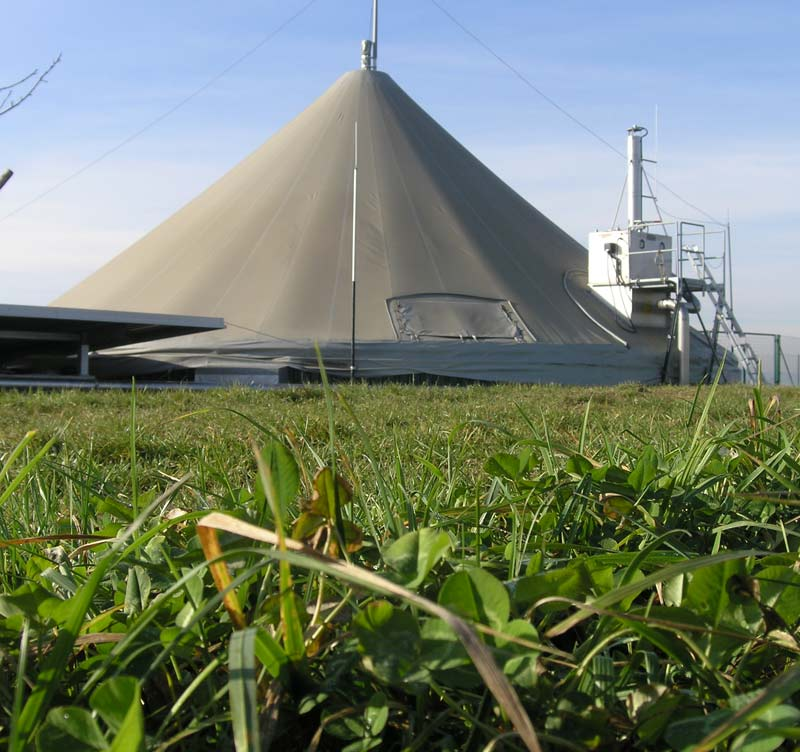
محطة لتخزين الغاز الحيوي في النمسا

يمكن تحويل المحاصيل الكاملة مثل الذرة وعشب السودان والدخن والبرسيم الأبيض الحلو والعديد من المحاصيل الأخرى إلى علف ثم تحويلها إلى غاز حيوي .  يمكن تكميل الهاضمات اللاهوائية أو نباتات الغاز الحيوي مباشرة بمحاصيل الطاقة بمجرد تحويلها إلى علف. كان القطاع الأسرع نموًا في الزراعة الحيوية الألمانية في مجال «محاصيل الطاقة المتجددة» بما يقرب من 500,000 هكتار (1,200,000 أكر) من الأرض (2006).  يمكن أيضًا زراعة محاصيل الطاقة لزيادة إنتاجية الغاز حيث تحتوي المواد الأولية على محتوى منخفض من الطاقة ، مثل السماد الطبيعي والحبوب الفاسدة. تشير التقديرات إلى أن إنتاج الطاقة حاليًا لمحاصيل الطاقة الحيوية المحولة عبر السيلاج إلى غاز الميثان يبلغ حوالي 2 جيجاوات في الساعة لكل كيلومتر مربع (1.8×1010 و.ح.ب./ميل2) سنويًا. يمكن لشركات المحاصيل المختلطة الصغيرة التي بها حيوانات استخدام جزء من مساحتها لزراعة وتحويل محاصيل الطاقة والحفاظ على متطلبات الطاقة للمزرعة بأكملها بحوالي خمس المساحة. ومع ذلك ، في أوروبا وخاصة ألمانيا ، لم يحدث هذا النمو السريع إلا بدعم حكومي كبير ، كما هو الحال في نظام المكافآت الألماني للطاقة المتجددة .  تم تجاهل التطورات المماثلة لدمج زراعة المحاصيل وإنتاج الطاقة الحيوية عن طريق السيلاج الميثان بالكامل تقريبًا في أمريكا الشمالية ، حيث طغت القضايا السياسية والهيكلية والضغط المستمر الهائل على مركزية إنتاج الطاقة على التطورات الإيجابية. 

### الكتلة الحيوية السائلة

#### وقود الديزل الحيوي

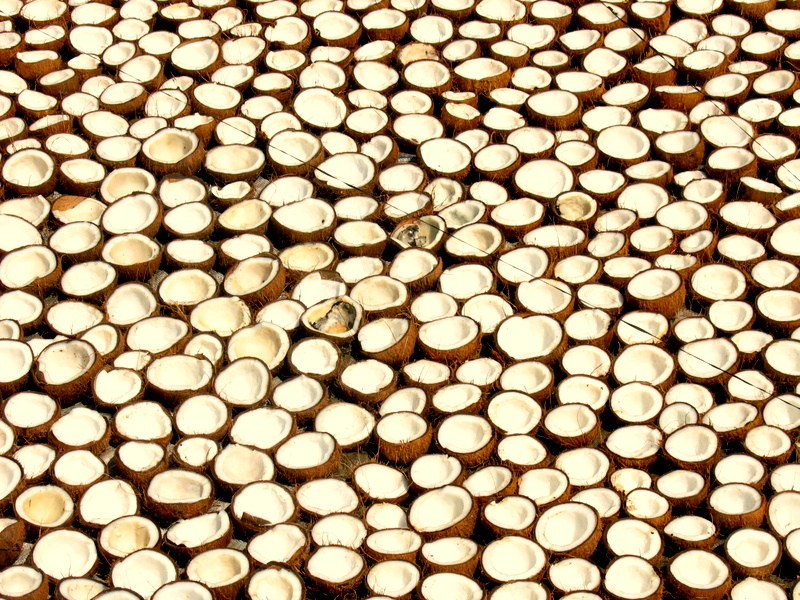
جوز الهند المجفف بالشمس في كوريكود ، كيرالا لصنع لب جوز الهند ، اللحم المجفف ، أو نواة جوز الهند. لقد جعل زيت جوز الهند المستخرج منه لب جوز الهند سلعة زراعية مهمة للعديد من البلدان المنتجة لجوز الهند. كما أنها تنتج كعكة جوز الهند التي تستخدم بشكل أساسي كعلف للماشية.

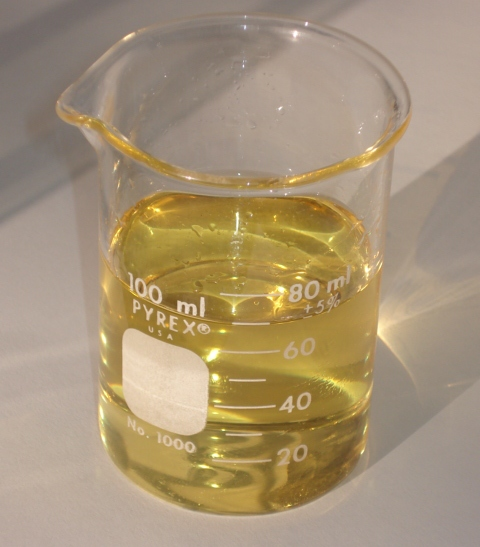
وقود الديزل الحيوي النقي (B-100) ، المصنوع من فول الصويا

نما الإنتاج الأوروبي للديزل الحيوي من محاصيل الطاقة بشكل مطرد في العقد الماضي ، مع التركيز بشكل أساسي على بذور اللفت المستخدمة في النفط والطاقة. يغطي إنتاج الزيت / الديزل الحيوي من الاغتصاب أكثر من 12000 كم 2 في ألمانيا وحدها ، وتضاعف في الخمسة عشر عامًا الماضية.  العائد النموذجي للزيت كديزل حيوي نقي هو 100,000 لتر لكل كيلومتر مربع (68,000 غال-أمريكي/ميل2؛ 57,000 غالون إمب/ميل2) أو أعلى ، مما يجعل محاصيل وقود الديزل الحيوي جذابة اقتصاديًا ، شريطة استخدام دورات المحاصيل المستدامة التي تكون متوازنة من حيث المغذيات وتمنع انتشار الأمراض مثل كلوبروت. يعتبر إنتاج وقود الديزل الحيوي من فول الصويا أقل بكثير من إنتاج اللفت. 
| ا & قتصاص           | بترول ٪ |
| ------------------- | ------- |
| لب جوز الهند        | 62      |
| بذور الخروع         | 50      |
| السمسم              | 50      |
| نواة الفول السوداني | 42      |
| الجاتروفا           | 40      |
| بذور اللفت          | 37      |
| نواة النخيل         | 36      |
| بذور الخردل         | 35      |
| دوار الشمس          | 32      |
| ثمار النخيل         | 20      |
| فول الصويا          | 14      |
| بذور القطن          | 13      |

#### الإيثانول الحيوي

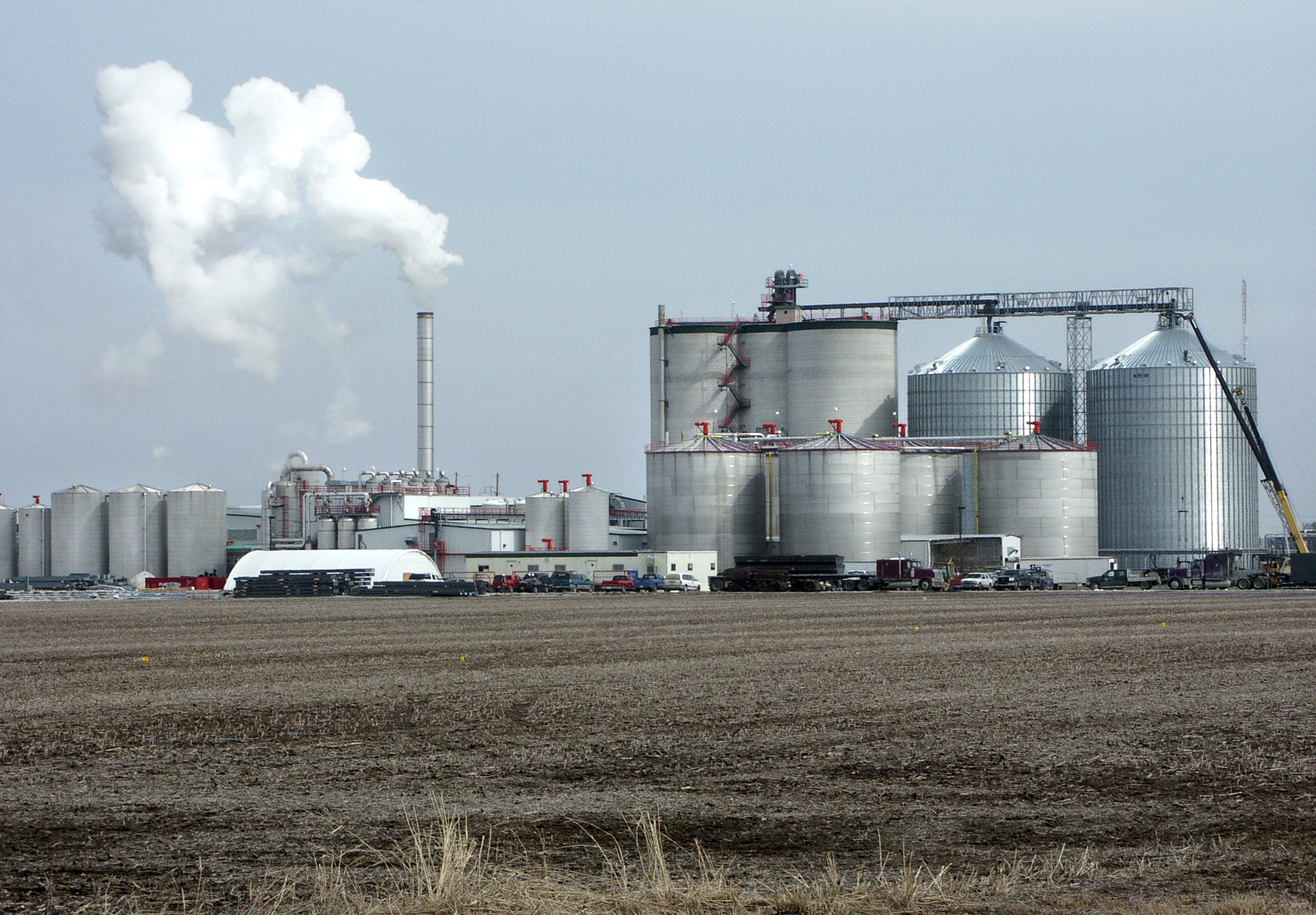
الاثانول النباتية في غرب بيرلينجتون

اثنين من كبار المحاصيل غير الغذائية لإنتاج الإيثانول من السليولوز والتبن و ميسكانتوس العملاقة . كان هناك انشغال بالإيثانول الحيوي السليلوزي في أمريكا حيث أن الهيكل الزراعي الداعم للميثان الحيوي غائب في العديد من المناطق ، مع عدم وجود نظام ائتمانات أو مكافآت.  نتيجة لذلك ، يتم تعليق الكثير من الأموال الخاصة وآمال المستثمرين على ابتكارات قابلة للتسويق وقابلة للحصول على براءة اختراع في التحلل المائي للإنزيم والعمليات المماثلة. تعتبر الأعشاب أيضًا محاصيل طاقة للبوتانول الحيوي .

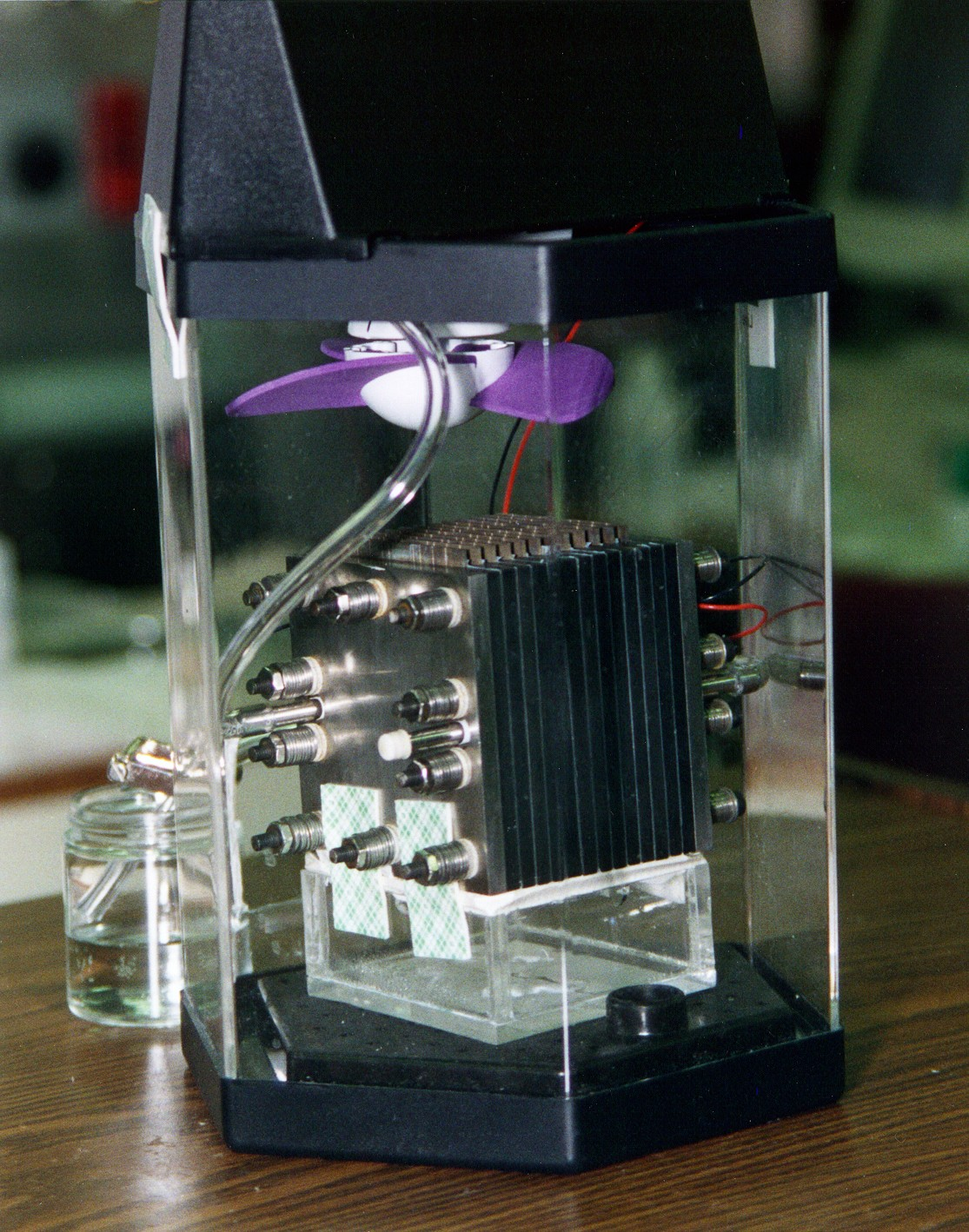
مع الكحول الذي يعمل بخلايا الوقود

يشير الإيثانول الحيوي أيضًا إلى تقنية استخدام الذرة بشكل أساسي (بذور الذرة) لإنتاج الإيثانول مباشرةً من خلال التخمير. ومع ذلك ، في ظل ظروف ميدانية وعملية معينة ، يمكن أن تستهلك هذه العملية قدرًا من الطاقة مثل قيمة الطاقة للإيثانول الذي تنتجه ، وبالتالي فهي غير مستدامة. يبدو أن التطورات الجديدة في تحويل ما تبقى من الحبوب (يشار إليها باسم التقطير لا تزال الحبوب أو DGS) إلى غاز حيوي تبدو واعدة كوسيلة لتحسين نسبة الطاقة الضعيفة لهذا النوع من عملية الإيثانول الحيوي.

## استخدام محاصيل الطاقة في دول مختلفة
غالبًا ما يتم استخدام الصفصاف والقنب في السويد.
في فنلندا ، يعتبر Reed Canary Grass أحد محاصيل الطاقة الشهيرة. 

## استخدام محاصيل الطاقة في محطات الطاقة الحرارية
توجد عدة طرق لتقليل التلوث وتقليل أو القضاء على انبعاثات الكربون من محطات توليد الطاقة بالوقود الأحفوري . تتمثل الطريقة الأكثر استخدامًا والفعالة من حيث التكلفة في تحويل مصنع ليعمل بوقود مختلف (مثل محاصيل الطاقة / الكتلة الحيوية). في بعض الحالات ، قد يفيد التجديد الحراري للكتلة الحيوية محطة توليد الطاقة إذا كانت محاصيل الطاقة / الكتلة الحيوية هي المادة التي ستستخدمها محطة توليد الطاقة بالوقود الأحفوري المحول.  أيضًا ، عند استخدام محاصيل الطاقة كوقود ، وفي حالة تنفيذ إنتاج الفحم الحيوي ، يمكن أن تصبح محطة الطاقة الحرارية سالبة للكربون بدلاً من كونها محايدة للكربون. يمكن أن يؤدي تحسين كفاءة الطاقة لمحطة الطاقة التي تعمل بالفحم أيضًا إلى تقليل الانبعاثات.

## الوقود الحيوي والاستدامة
في السنوات الأخيرة ، أصبح الوقود الحيوي أكثر جاذبية للعديد من البلدان كبدائل محتملة للوقود الأحفوري. لذلك ، فإن فهم استدامة هذا المورد المتجدد مهم للغاية. هناك العديد من الفوائد المرتبطة باستخدام الوقود الحيوي مثل تقليل انبعاثات غازات الاحتباس الحراري ، وانخفاض تكلفة الوقود الأحفوري ، وقابلية التجديد ، إلخ.  يمكن استخدام محاصيل الطاقة هذه لتوليد الكهرباء. ثبت أن السليلوز الخشبي والوقود الحيوي جنبًا إلى جنب مع توليد الكهرباء الثابت فعالان للغاية. على مدى السنوات الخمس الماضية ، كانت هناك زيادة بنسبة 109 ٪ في إنتاج الوقود الحيوي العالمي ومن المتوقع أن يزيد هذا بنسبة 60 ٪ إضافية لتلبية متطلباتنا (وفقًا لمنظمة التعاون الاقتصادي والتنمية (OECD) / الأغذية والزراعة منظمة (الفاو)). 
تثير الزيادة المتوقعة في استخدام / الحاجة لمحاصيل الطاقة التساؤل عما إذا كان هذا المورد مستدامًا. تعتمد زيادة إنتاج الوقود الحيوي على القضايا المتعلقة بالتغيرات في استخدام الأراضي ، والتأثيرات على النظام الإيكولوجي (التربة وموارد المياه) ، ويضيف إلى التنافس على مساحة الأرض لاستخدامها في زراعة محاصيل الطاقة ، أو الغذاء ، أو محاصيل العلف. يجب أن تكون النباتات الأكثر ملاءمة لمواد الطاقة الحيوية المستقبلية سريعة النمو وذات إنتاجية عالية وتتطلب القليل جدًا من مدخلات الطاقة للنمو والحصاد وما إلى ذلك.  يمكن أن يكون استخدام محاصيل الطاقة لإنتاج الطاقة مفيدًا بسبب حيادها الكربوني. إنه يمثل بديلاً أرخص للوقود الأحفوري بينما يتنوع للغاية في أنواع النباتات التي يمكن استخدامها لإنتاج الطاقة. لكن القضايا المتعلقة بالتكلفة (أغلى من مصادر الطاقة المتجددة الأخرى) ، والكفاءة والمساحة المطلوبة للحفاظ على الإنتاج تحتاج إلى النظر فيها وتحسينها للسماح باستخدام الوقود الحيوي الذي سيتم اعتماده بشكل شائع. 

## روابط خارجية
- GA Mansoori ، N Enayati ، LB Agyarko (2016) ، الطاقة: المصادر ، الاستخدام ، التشريع ، الاستدامة ، إلينوي كدولة نموذجية ، العلوم العالمية. حانة. شركة ،(ردمك 978-981-4704-00-7)
- محاصيل الطاقة للوقود
- محاصيل الطاقة في مركز طاقة الكتلة الحيوية
- مركز زراعة الطاقة المستدامة
- مراجعة الأدلة العلمية حول التأثيرات البيئية لمصادر الطاقة المتجددة